# Carvajal
Carvajal é uma cidade venezuelana, capital do município de San Rafael de Carvajal.